# Samuli Sario
Eli Samuel (Samuli) Sario (hette innan Lindroos), född 3 maj 1874 i Tottijärvi, död 14 januari 1957, var en finländsk försäkringstjänsteman och politiker.
Sario var verkställande direktör för livförsäkringsbolaget Salama mellan 1910 och 1916 och för försäkringsbolaget Pohjola 1922 och 1931. Han deltog i självständighetsrörelsen och var dess styrelsemedlem i Stockholm 1916-1917. Han stödde jägarrörelsen som medlem i Centralkommittén.
Han var senator (finska partiet) 1918, först utan portfölj, sedan som chef för socialministeriet. Den 11 februari utnämndes han till tillfällig statssekreterare vid Vasasenaten med ansvar för utrikesärenden. 

## Utmärkelser
- Sankt Stanislausorden, tredje klass[3]

[Redigera Wikidata]